# Anna Kľuková
Anna Kľuková (ur. 21 stycznia 1951 w Lešti, zm. 15 sierpnia 2010 w Bratysławie) – czechosłowacka i słowacka śpiewaczka operowa (sopran liryczny).

## Życiorys
Ukończyła studia na wydziale wokalnym Akademii Muzycznej w Brnie. Po studiach rozpoczęła pracę w operze w Bańskiej Bystrzycy. W 1979 otrzymała angaż do zespołu operowego Słowackiego Teatru Narodowego w Bratysławie, z którym związała się do końca życia. Od lat 90. współpracowała przy realizacji widowisk operowych jako asystentka reżysera.